# Proton Tiara
O Tiara é um hatch compacto da Proton, baseado no Citroën AX.